# Capanna Prodör
Die Capanna Prodör (deutsch Prodörhütte) ist eine Schutzhütte in der Ortschaft Carì in der Gemeinde Faido im Valle Leventina im Kanton Tessin in den Lepontinischen Alpen auf einer Höhe von 1750 m ü. M.

## Geschichte und Beschreibung
Die erste Hütte wurde 1931 aus einem bestehenden Haus im alten Dorfkern von Prodör erstellt, direkt neben dem Bachbett. In den Jahren 1967 bis 1968 wurde ein neues Gebäude in Mauerwerk und Holz 100 Höhenmeter oberhalb des Dorfkerns errichtet. Es gehört der Sektion Pizzo Molare Faido der Unione Ticinese Operai Escursionisti (UTOE) unter dem Dachverband Federazione Alpinistica Ticinese (FAT).
Im Jahr 2008 wurde das Gebäude komplett renoviert und modernisiert. Die Hütte besteht aus zwei Aufenthalts-/Essräumen mit 50 Plätzen, die mit Cheminée oder Holzofen beheizt werden. Kochmöglichkeiten gibt es in zwei separaten Küchen. Die 42 Betten sind auf 5 Zimmer verteilt: zwei mit 4, zwei mit 12 und eines mit 10 Schlafstellen. Alle Räume sind elektrisch beleuchtet. Warmwasser kommt aus Sonnenkollektoren.
Die Hütte eignet sich für Schulen und Gruppen, auch für längere Aufenthalte.

## Hüttenzustiege mit Gehzeit
- Vom Ferienort Carì (1622 m ü. M.) in 15 Minuten.

Carì kann mit öffentlichen Verkehrsmitteln erreicht werden.

## Wanderungen
- Laghi di Chièra (2361 m ü. M.) in 3 Stunden[3]

## Übergänge zu Nachbarhütten
- Rifugio Gana Rossa (2270 m ü. M.) in 2 ½ Stunden